# Renée Marcel-Martinet
Renée Marcel-Martinet (née Renée Chervin à Moulins le 6 décembre 1887 et morte à Paris 6e le 21 octobre 1973,, est une professeure de l'enseignement secondaire, militante politique socialiste et pacifiste française,.

## Biographie
Née Renée Chervin, elle est fille d’un instituteur bourbonnais, devenue par la suite professeur de lettres. Elle se maria en 1911 avec le militant révolutionnaire socialiste et écrivain Marcel Martinet et elle demeura toujours en communion d’idées avec lui,. 
Le couple eut deux enfants, le chirurgien et militant français Jean-Daniel Marcel-Martinet (1913-1976) et Marie-Rose Paupy. 
Avec son mari Marcel Martinet, elle a été proche de l'équipe de La Vie ouvrière, le journal du courant syndicaliste révolutionnaire de la CGT.
Elle était membre de la Ligue internationale des femmes pour la paix et la liberté (LIFPL), organisation féministe hautement politisée issue de la fusion de groupes féministes pacifistes et antifascistes et aussi elle était membre de la Société d'études jaurésiennes.
En 1960, elle est l'une des signataires du Manifeste des 121 pour le droit à l'insoumission pendant la Guerre d'Algérie,.